# Ferula lutensis
Ferula lutensis är en flockblommig växtart som beskrevs av Karl Heinz Rechinger. Ferula lutensis ingår i släktet stinkflokesläktet, och familjen flockblommiga växter. Inga underarter finns listade i Catalogue of Life.